# Tachismus
Tachismus (von französisch la tache „Farbfleck“) ist eine Richtung des Informel in der abstrakten Malerei, die in den 1940er Jahren in Paris entstand und bis etwa 1960 aktiv war. Der Begriff wurde vom französischen Kunstkritiker Pierre Guéguen geprägt, der die Werke abfällig tachisme (deutsch Fleckwerk) bezeichnete.
Im Tachismus versucht der Künstler, spontane Empfindungen und das Unbewusste unter Vermeidung jeder rationalen Kontrolle durch Auftrag von Farbflecken auf eine Leinwand darzustellen. In den USA entstand etwa zeitlich parallel im abstrakten Expressionismus mit dem Action Painting eine eng verwandte Malmethode, oft werden beide Bezeichnungen auch synonym verwendet.
Bekannte Vertreter sind Roger Bissière, Karl Fred Dahmen, Nicolas de Staël, Albert Fürst, Karl Otto Götz, Gerda Henning, Gerhard Hoehme, Maria Lassnig, Eugen Mahler, Georges Mathieu, Ludwig Merwart, Emil Schumacher, Pierre Tal-Coat, Lenz Klotz und Wols.